# Анабэна (альбом)
«Анабэ́на» — второй сольный альбом лидера рок-группы «АукцЫон» Леонида Фёдорова, основанный на материале, записанном в течение двух лет для альбома и сингла «Зимы не будет» с Волковым и Святославом Курашовым и мини-альбома «Небо напополам» (1999) с Леонидом Сойбельманом.

В студии я могу сидеть бесконечно. Я же всю жизнь об этом мечтал. На «Анабэне» мне впервые удалось потратить в студии столько времени, сколько хотелось, но на это ушли годы! Три года, если точно.

## Список композиций
Музыка Леонид Фёдоров; слова: Дмитрий Озерский, кроме отмеченного
1. Зимы не будет 1 (2:39)
2. Анабэна (3:32)
3. Пусть (2:58)
4. Жи Доголонога 2 (2:25)
5. Что-нибудь 1 (4:12)
6. Сонь (2:49) (Алексей Хвостенко)
7. Стало (2:24)
8. Ягода (1:58)
9. Было (2:27)
10. Летка (1:44)
11. Небо напополам (2:54)
12. Голова-нога 1 (4:19)
13. Что-нибудь 2 (2:19)
14. Голова-нога 2 (4:18)
15. Католики (2:14)
16. Курсивин (1:31)
17. Жи Доголонога 1(2:11)
18. Жаба (2:54)
19. Минус один (2:10)
20. Далеко (3:52)
21. Леди Дай (4:11) (Анри Волохонский)
22. Зимы не будет 2 (2:20)

## Участники записи
- Леонид Фёдоров — голос (1 — 9, 11 — 15, 17, 18, 20), акустическая гитара (1 — 3, 6 — 15, 18, 20), гитара (4, 5, 17), перкуссия (7, 8, 11, 13 — 15), голосок еле слышен (22)
- Владимир Волков — контрабас (1, 3, 4, 7 — 10, 13 — 15, 17 — 20), виола да гамба (3, 15), перкуссия (3, 7, 17, 19, 20)
- Святослав Курашов — электрогитара (1), гитара (4, 17), акустическая гитара (3, 7, 9, 10, 14, 15, 18 — 20), перкуссия (3, 7, 17, 19, 20)
- Виктор Бондарик — бас (2, 4, 5, 12, 22)
- Борис Шавейников — тумба и тумбочка (2), барабаны (4-6), барабаны не слышно (22)
- Павел Литвинов — большой барабан (2, 4, 5), перкуссия (12)
- Сергей Старостин — флейты (5, 17 — 19), жалейка (17, 19), пение (18)
- Леонид Сойбельман — голос (11, 12), электрогитара (6, 11, 12), акустическая гитара (11, 12), клавиши (11), перкуссия (11)
- Михаил Коловский — туба (2, 4, 22)
- Александр Маркин — тромбон (2, 4, 22)
- Юрий Парфёнов — труба (4, 5, 18)
- Николай Рубанов — синтезатор (6), клавиши (11)
- Всеволод Гаккель — виолончель (22)
- Павел Лабутин — виолончель (22)
- Анри Волохонский — вокал (21)
- Хор «Сирин» (16)

- Звук: Алексей Ананьев (студия СПб. СДфильм)
- Премастеринг: В. Поляков, Тарас (Proforma Records)
- Художник: Артур Молев
- Компьютерная графика: Алексей Мелёшкин
- Дизайн: Леонид Фёдоров, Артур Молев, Алексей Мелёшкин